# سرطان توربو
سرطان توربو هو نظرية مؤامرة مناهضة للتطعيم تزعم أن الأشخاص الذين تم تطعيمهم ضد كوفيد-19، وخاصة باستخدام لقاح الرنا، يعانون من ارتفاع معدل الإصابة بالسرطانات سريعة التطور. مع أن الفكرة انتشرت من عدد من معارضي اللقاح ومنهم مختصين في مجال الصحة، فإن سرطان التوربو لا يدعمه بحث السرطان، ولا يوجد دليل على أن لقاح الكوفيد يسبب السرطان أو يزيده سوءًا.

## مطالبهم
يدعي جوزيف لادابو، وهو الجراح العام لولاية فلوريدا ومعارض للقاح كوفيد 19، أن كميات ضئيلة من الحمض النووي الملوث الموجود إلى جانب لقاح الرنا يمكن أن تندمج في جينوم المريض، مما يؤدي إلى تنشيط الجينات المسؤولة عن السرطان. وردًا على ذلك، أشارت سيلين جوندر إلى أن آثار الحمض النووي موجودة في كل منتج تقريبًا نشأ من زرع الخلايا، وأن لقاحات الحمض النووي لم يثبت بأنها تسبب السرطان، ووفقًا للمعهد الوطني للسرطان في الولايات المتحدة، لا يوجد دليل على أن لقاحات كوفيد-19 تسبب السرطان، أو تؤدي إلى تطوره. علاوة على أن لقاح كوفيد-19 لا يغير الحمض النووي الخاص بالمريض. كما ادعت ورقة بحثية نشرت في مجلة Frontiers in Oncology، حول وفاة فأر مختبري بسبب الورم الليمفاوي بعد حقنه بلقاح فايزر-بيونتيك المضاد لكوفيد-19، أنها تثبت وجود سرطان توربو. لكن الدراسة المذكورة لم تزعم وجود أي علاقة سببية بين الوفاة واللقاح. والجدير بالذكر أن نوع الفأر المستخدم في الدراسة كان لديه استعداد أعلى للإصابة بالأورام اللحمية واللمفاوية، حيث أظهر الفأر علامات تشير إلى وجود سرطان سابق قبل حقن اللقاح. كما تم انتقاد إعداد الدراسة، حيث أنها تختلف عن التطعيمات البشرية في طريقة الحقن الوريدي وليس العضلي، والجرعة بما يتناسب مع وزن الجسم (أعلى بمقدار 480 إلى 600 مرة)، وأضاف المؤلفون لاحقًا أن النتائج التي توصلوا إليها "أُسيء تفسيرها إلى حد كبير.